# 정상호 (야구인)
정상호(鄭相昊, 1982년 12월 24일~)는 대한민국의 야구 선수 출신 지도자이다. 선수 시절 KBO 리그의 SSG 랜더스에서 포수로 활동했으며 현재 KBO 리그 롯데 자이언츠의 1군 불펜코치를 맡고 있다.

## 선수 경력

### 아마추어 경력
동산고등학교 2학년 때 봉황대기 전국고교야구대회에서 타율 0.619를 기록하며 타격 3관왕에 올랐다. 필라델피아 필리스로부터 입단 제의를 받기도 했다.

### SK 와이번스
2001년에 1차 지명을 받아 계약금 4억 5,000만원에 입단했다.
김동주가 1998년에 받은 금액과 같은 금액이자 야수 신인 최고액을 받은 그는 공격형 포수라는 찬사를 받았다. 2003년부터는 당시 현대 유니콘스에서 FA로 영입한 박경완의 백업 포수로 출전했다.

### 상무 야구단
2005년에 입대하여 복무했다.

### SK 와이번스 2기
2006년에 복귀하였다.

#### 2009년
주전 포수였던 박경완이 부상으로 시즌 아웃된 후 풀 타임으로 선발 출전했다. 한국시리즈 후 11월 5일에 경희대학교 동서신의학 병원에서 고관절 수술을 받았다.

#### 2010년
박경완이 복귀하자 백업 포수로 출전했고 35경기에 출전해 6홈런을 쳐냈다.

#### 2011년
박경완이 다시 부상을 입어 주전 포수로 출전했다. 포스트 시즌 전 경기에 출전하며 좋은 모습을 보였다.

#### 2012년~2014년
당시 LG 트윈스에서 이적한 조인성과 번갈아가며 출전하다가 백업 포수였던 이재원의 성장으로 밀려난 조인성이 한화 이글스로 트레이드되며 주전 포수로 출전했다.

#### 2015년
팀의 주전 포수로서 이재원과 번갈아 출전했다. 시즌 후 FA가 돼 소속 팀과 우선 협상이 결렬된 뒤 11월 29일 4년 32억(옵션 2억)에 LG 트윈스로 이적하였다.

### LG 트윈스
2015년 11월에 이적하였다. SK 와이번스는 그의 보상 선수로 최승준을 지명했다.
하지만 1군에서 활약이 상당히 미미해 먹튀라는 소리를 많이 들었고, 포스트시즌에서 활약했던 2016년을 제외하고 뚜렷한 활약을 보여주지 못했다.

### 두산 베어스
2020년 1월 23일에 이적했다. 2020년 시즌 후 은퇴를 선언했다.

### SSG 랜더스
은퇴를 번복하고 2021년 3월 SSG 랜더스에 입단하였다. 2021년 시즌 후 두 번째로 은퇴를 선언했다.

## 지도자 경력
2022년부터 SSG 랜더스의 2군 재활코치로 활동했다.

## 기록
- 개막전 첫 대타 끝내기 홈런(2008년 3월 29일, 문학야구장 첫 홈런)
- 포스트 시즌 포수 최다 경기 출전(14경기, 2011년 10월 8일 ~ 2011년 10월 31일)

## 출신 학교
- 인천석천초등학교
- 동인천중학교
- 동산고등학교

## 통산 기록
| 연도 | 팀명   | 타율  | 경기 | 타수 | 득점 | 안타 | 2루타 | 3루타 | 홈런 | 루타 | 타점 | 도루 | 도실 | 볼넷 | 사구 | 삼진 | 병살 | 실책 |
| ---- | ------ | ----- | ---- | ---- | ---- | ---- | ----- | ----- | ---- | ---- | ---- | ---- | ---- | ---- | ---- | ---- | ---- | ---- |
| 2001 | SK     | 0.267 | 44   | 45   | 8    | 12   | 6     | 0     | 0    | 18   | 8    | 0    | 0    | 4    | 0    | 16   | 1    | 2    |
| 2002 | SK     | 0.179 | 28   | 39   | 1    | 7    | 0     | 0     | 0    | 7    | 4    | 0    | 0    | 0    | 2    | 12   | 0    | 0    |
| 2003 | SK     | 0.211 | 21   | 38   | 5    | 8    | 4     | 1     | 0    | 14   | 2    | 0    | 0    | 3    | 0    | 11   | 0    | 1    |
| 2007 | SK     | 0.217 | 66   | 83   | 7    | 18   | 4     | 0     | 2    | 28   | 12   | 1    | 0    | 6    | 0    | 25   | 1    | 2    |
| 2008 | SK     | 0.234 | 81   | 171  | 21   | 40   | 8     | 0     | 6    | 66   | 23   | 0    | 1    | 12   | 2    | 49   | 5    | 3    |
| 2009 | SK     | 0.288 | 101  | 264  | 37   | 76   | 15    | 0     | 12   | 127  | 49   | 0    | 4    | 29   | 6    | 66   | 10   | 7    |
| 2010 | SK     | 0.323 | 35   | 62   | 14   | 20   | 4     | 0     | 6    | 42   | 14   | 0    | 0    | 2    | 2    | 19   | 2    | 4    |
| 2011 | SK     | 0.260 | 112  | 366  | 40   | 95   | 19    | 0     | 11   | 147  | 50   | 0    | 2    | 22   | 8    | 96   | 10   | 7    |
| 2012 | SK     | 0.216 | 78   | 176  | 13   | 38   | 12    | 0     | 4    | 62   | 24   | 0    | 2    | 15   | 4    | 61   | 3    | 5    |
| 2013 | SK     | 0.289 | 82   | 201  | 26   | 58   | 11    | 0     | 6    | 87   | 26   | 1    | 0    | 20   | 4    | 47   | 7    | 5    |
| 2014 | SK     | 0.238 | 100  | 235  | 36   | 56   | 13    | 1     | 9    | 98   | 39   | 0    | 1    | 18   | 5    | 67   | 3    | 11   |
| 2015 | SK     | 0.254 | 113  | 279  | 34   | 71   | 11    | 1     | 2    | 120  | 49   | 1    | 2    | 22   | 15   | 80   | 2    | 7    |
| 2016 | LG     | 0.182 | 77   | 132  | 12   | 24   | 5     | 0     | 1    | 32   | 10   | 0    | 1    | 17   | 4    | 39   | 2    | 3    |
| 2017 | LG     | 0.263 | 79   | 137  | 16   | 36   | 3     | 0     | 3    | 48   | 17   | 0    | 0    | 4    | 5    | 32   | 8    | 3    |
| 2018 | LG     | 0.223 | 70   | 112  | 11   | 25   | 4     | 0     | 1    | 32   | 9    | 0    | 1    | 8    | 5    | 35   | 3    | 1    |
| 2019 | LG     | 0.083 | 22   | 24   | 1    | 2    | 1     | 0     | 0    | 3    | 2    | 0    | 0    | 0    | 0    | 11   | 3    | 0    |
| 2020 | 두산   | 0.163 | 42   | 86   | 3    | 14   | 6     | 0     | 0    | 20   | 8    | 0    | 0    | 2    | 0    | 29   | 4    | 2    |
| 2021 | SSG    | 0.000 | 3    | 3    | 0    | 0    | 0     | 0     | 0    | 0    | 0    | 0    | 0    | 0    | 0    | 2    | 0    | 1    |
| 통산 | 18시즌 | 0.245 | 1154 | 2453 | 285  | 600  | 126   | 3     | 73   | 951  | 346  | 3    | 14   | 184  | 62   | 697  | 64   | 64   |